# Neolasioptera fraxinifolia
Neolasioptera fraxinifolia är en tvåvingeart som först beskrevs av Ephraim Porter Felt 1908.  Neolasioptera fraxinifolia ingår i släktet Neolasioptera och familjen gallmyggor.
Artens utbredningsområde är New York. Inga underarter finns listade i Catalogue of Life.